# SKA Varyagi
Il Varyagi Vsevolozhski Rayon o SKA Varyagi (in russo Хоккейный Клуб Варяги?, Khokkeynyy Klub Varyagi) è una squadra di hockey su ghiaccio russa che milita nella MHL, la più importante lega hockeistica giovanile in Eurasia. Il team è stato fondato nel 2014.